# Placentonema gigantissima
Placentonema gigantissima — вид гігантських паразитичних круглих черв'яків роду Placentonema. Найбільші представники типу Круглі черви — довжина самок становить до 8,5 м. Паразитують на кашалотах .
Вид був описаний в 1951 році М. М. Губановим (Горьківський державний педагогічний інститут, Нижній Новгород) з району Курильських островів і спочатку віднесений до родини Crassicaudidae. Їх вперше знайшли в плаценті самок кашалотів.
Зрілі яйця (містять сформовану личинку) овальні, розміром 0,03-0,049 мм. Самки досягають в довжину до 8,5 м, завширшки — 15-25 мм. Анус знаходиться приблизно за 1 м від кінця тіла. Самці дрібніші — довжина 2,04-3,75 м, ширина — 8-9 мм.